# مجابيتكو
مجابيتكو «مجاويش للبترول» أو (بالإنجليزية: MAGAPETCO - Magawish Petroleum Co) هي إحدى شركات قطاع البترول المصري

## مناطق الإمتياز
- شرق عش الملاحة البحرية (منطقة مجاويش البحرية) بخليج السويس:
  - قانون رقم 152 لسنة 1981.[1][2]
  - قانون رقم 204 لسنة 2017.[3]
  - قانون رقم 167 لسنة 2023.[4]

## رؤساء الشركة
- سامي علي الشحات.
- محروس معتمد عميش.
- محمد حسن.
- مصطفى خليفة.
- حمدي حنفي.
- مدحت كامل.
- سيد شلبي.
- محمد الألفي.